# Alice (1988)
Alice (Originaltitel Něco z Alenky) ist ein tschechischer, surrealistischer Fantasyfilm von Jan Švankmajer, der von der Schweizer Condor Films AG koproduziert wurde. Er basiert auf Lewis Carrolls Buch Alice im Wunderland im einzigartigen Švankmajer-Stil. Der Film ist eine Kombination aus Live-Action und Stop-Motion-Animation. Alice wurde von Kristýna Kohoutová gespielt und in der englischen Fassung von Camilla Power synchronisiert.
Jan Švankmajer orientiert sich in der Erzählung der Originalgeschichte von Alice im Wunderland. Allerdings gibt es eine Vielzahl von Sequenzen, die losgelöst von der Originalgeschichte im Film vorkommen. Auch einzelne Charaktere, beispielsweise die Herzkönigin, wurden abgeändert. Ebenso wie im Original ist nicht immer klar, ob die Hauptfigur Alice in einer imaginären Welt oder in der Realität agiert.

## Handlung
Zu Beginn des Films erscheint Alice im Kinderzimmer mit einem ausgestopften Hasen. Dieser erwacht zum Leben und durchbricht die Vitrine, die ihn von den Kinderhänden bewahren soll. Alice folgt dem Hasen über einen steinigen Acker. Die Jagd endet in einer Schreibtischschublade, die sich als Eingang zu einer Höhle entpuppt. Nachdem Alice den weißen Hasen dabei beobachtet hat, wie er Sägespäne aus einem Topf löffelt, fällt sie in die Tiefe und landet im Wunderland. Das Wunderland selbst ist im Film eine irritierende Mischung aus realen Elementen, deren Zeit- und Raumverhältnisse jedoch komplett inkongruent und surrealistisch sind.
Am Ende des Filmes erwacht Alice in ihrem Kinderzimmer – und stellt fest, dass der Hase in der Vitrine fehlt.

## Produktion
Außer Alice wurden sämtliche Charaktere durch das Stop-Motion-Verfahren Bild für Bild animiert, so der ausgestopfte weiße Hase, eine Socke mit Zähnen und Glasaugen oder eine Eidechse mit Totenkopf.

## Kritiken
Der Film gilt als Kultfilm. Der US-amerikanische Aggregator Rotten Tomatoes erfasste 95 % wohlwollende Kritiken mit durchschnittlich 7,7 von 10 Bewertungspunkten.
Der Film wurde nach der Premiere teilweise als visuell grotesk, pervers oder verstörend bezeichnet, es wurde ihm jedoch auch eine seltsam verführerische Anziehungskraft zugestanden. Gelobt wurde die Figur des ausgestopften weißen Hasen, der anders als im Original durch einen Riss im Brustkorb konstant Sägespäne verliert, die er darum durch die ganze Geschichte immer wieder löffelweise zu sich nehmen muss.

## Veröffentlichung
Der Film hatte am 3. August 1988 in den USA unter dem Titel Alice Premiere. Viele Charaktere wurden im Film umbenannt und umgestaltet, haben aber dieselben Eigenschaften. So wurde beispielsweise der Märzhase zu einem Aufziehspielzeug-Kaninchen. In Deutschland wurde er am 2. Februar 2011 in Dresden erstaufgeführt.
Die tschechische Originalversion mit englischen Untertiteln war auf VHS und DVD bisher nicht erhältlich. Das British Film Institute BFI brachte die Originalversion 2011 auf Blu-ray Disc und auf DVD als restaurierte Originalversion erneut auf den Markt.